# Nicușor Dan
Nicușor Daniel Dan (født 20. december 1969 i Făgăraș i Brașov-distriktet) er Rumæniens præsident. Han er uddannet matematiker og tidligere borgeraktivist. 2020-2025 var han borgmester i hovedstaden Bukarest. Ved Rumæniens præsidentvalg i maj 2025 vandt han med knap 54 % af stemmerne over sin højreradikale modstander George Simion, der fik 46 %, og blev dermed valgt til præsident.

## Uddannelse
Dan flyttede som 18-årig til Bukarest for at læse matematik på byens universitet. Efterfølgende tog han en ph.d.-grad i matematik ved Sorbonne-universitetet i Paris. Efterfølgende var han med til at grundlægge den rumænske uddannelsesinstitution Scoala Normala Superioara Bucuresti, modelleret efter forbillede i den franske École Normale Supérieure.

## Politisk profil
Dan stillede op til borgmestervalget i Bukarest for første gang i 2012, hvor han fik 9 % af stemmerne. Ved borgmestervalget i 2016 fik han overraskende 30 % og blev dermed nr. 2 efter valgets vinder. I sit tredje forsøg i 2020 vandt han borgmesterposten.

### Præsidentvalget 2025
Ved præsidentvalget i Rumænien i 2025 stillede Dan op som en uafhængig, proeuropæisk kandidat. Med 21 procent af stemmerne fik han næstflest stemmer af samtlige kandidater i første valgrunde. Derfor gik han videre til præsidentvalgets anden runde, hvor hans modstander var den højreradikale nationalistiske politiker George Simion, som fik 41 procent af stemmerne i første runde. I anden runde fik Dan 53,6 % af stemmerne mod Simions 46,4 % og blev dermed valgt til Rumæniens præsident. 26. amj 2025 blev han indsat i præsidentembedet.
Dan betegnes som en midtersøgende og EU-positiv politiker. Han har tidligere gjort sig kendt som en antikorruptionsaktivist.